# Västergötlands runinskrifter 186
Vg 186 är en vikingatida runsten vid Dagsnäs i Bjärka socken och Skara kommun, sydväst om Hornborgasjön. Tidigare stod den vid Timmele kyrka i Timmele socken och Ulricehamns kommun i Västergötland.
Runstenen av granit är två meter hög, 1,4 meter bred och 20 cm tjock. Runhöjden är 9–13 cm. Ristningen vetter mot nordnordväst. Stenen flyttades 1798 till platsen från Timmele kyrka där den legat i kyrkogårdsmuren.

## Inskriften
Translitterering av runraden:
· seytr : sati · stein · eftiʀ · ystin · kuþ · hialbi · saul : hans : auk · kus · muþiʀ · hilakʀ · kristr · i : himin·riki ·
Normalisering till runsvenska:
Sæ-Øyndr satti stæin æftiʀ Øystæin. Guð hialpi salu hans ok Guðs moðiʀ, hæilagʀ Kristr i himinriki.
Översättning till nusvenska:
Seytr satte stenen efter Östen. Gud hjälpe hans själ och Guds moder, helig Krist i himmelriket.
Formen saul (själ) vittnar antagligen om den engelska missionsverksamheten där formen torde gå tillbaka på fornengelskans sawol. Avslutningen är allittererande och skulle möjligen kunna uppfattas som fornyrdislag. Ett uttryck liknande det på denna sten, nämligen heilhi kristr finns på Sö 125. Himinriki, himmelriket, återfinns inte på någon annan vikingatida runsten.

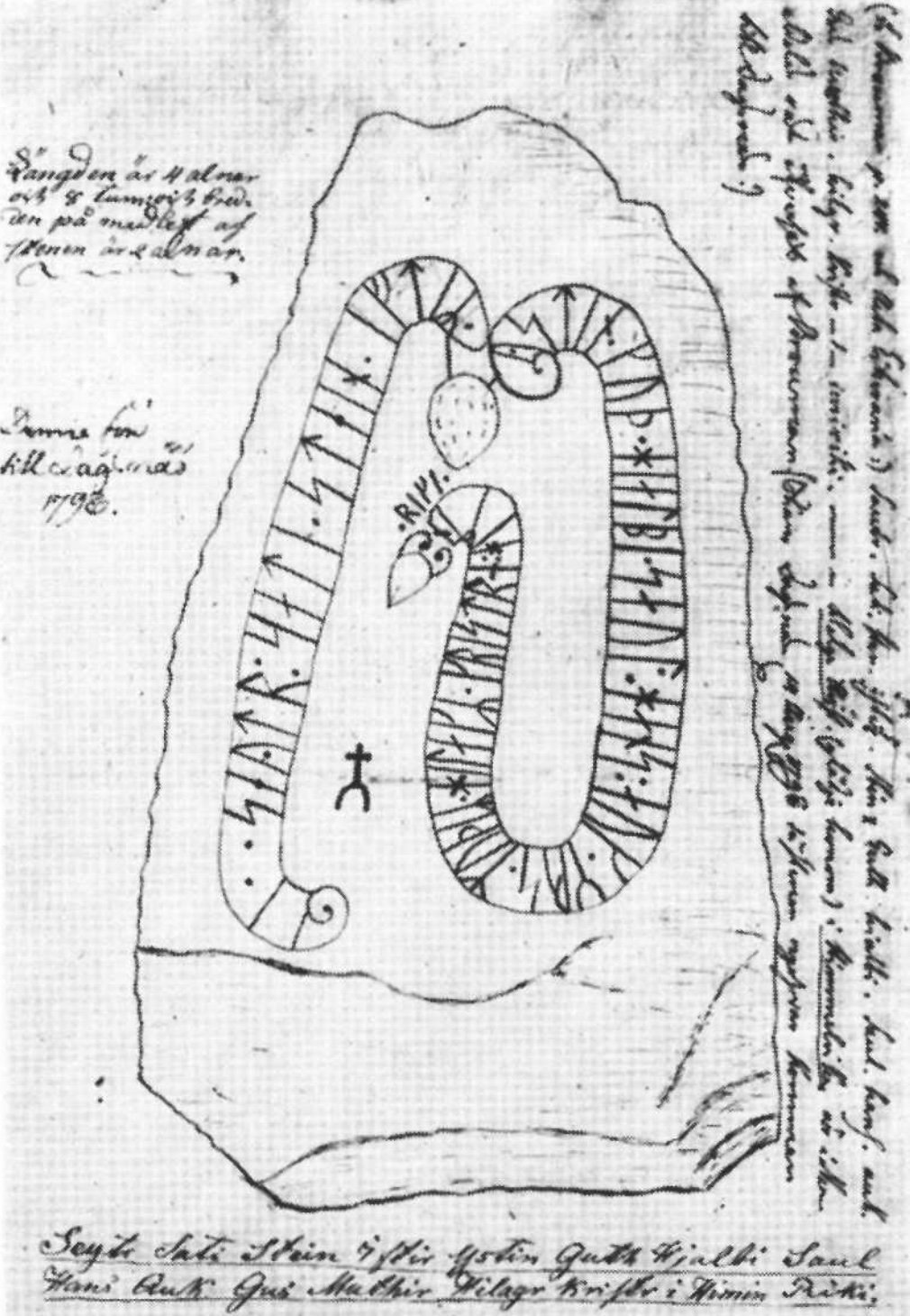